# Musa va 'Uj
Musa va 'Uj (en árabe: موسى و عوج‎, lit. 'Moisés y Og') es una pintura manuscrita del siglo XV procedente de Irán o Irak. La pintura no está firmada por ningún artista, ni tiene un título original; en la literatura académica se la conoce con el título Musa va 'Uj. Es inusual en la combinación de figuras de las tres religiones abrahámicas: el profeta islámico Mahoma, la Virgen con el Niño, y Moisés. También se muestran algunos de los sucesores y la familia de Mahoma. Descrita por primera vez en la década de 1930, la pintura fue adquirida más tarde por la Colección Khalili de Arte Islámico.

## Descripción
El folio del manuscrito mide 38 cm de alto por 24,8 cm de ancho. La pintura está contenida principalmente dentro de un rectángulo de 25,6 cm alto por 16 cm de ancho, con una figura que se extiende más allá del borde en la parte superior izquierda. Está realizado en tinta, pintura a la acuarela opaca y oro y plata. Hay marcas en la parte posterior de propietarios anteriores, aunque están casi completamente manchadas e ilegibles.

## Composición
La escena presenta sus figuras entre árboles en flor y otros follajes bajo un cielo intensamente azul. La mitad superior de la pintura está dominada por Oj ('Uj, en árabe), cuya parte superior del cuerpo gigante se extiende por encima del borde de la pintura. Se le describe en el Antiguo Testamento como un gigante que fue rey de Basán y vivió durante 3000 años hasta que Moisés lo mató. Moisés, con el rostro cubierto, se muestra a la derecha de 'Uj, golpeando los pies del gigante con un bastón, haciendo que sangre. A la izquierda arriba hay un grupo de figuras arrodilladas, incluida la Virgen María que lleva al niño Jesús en su regazo. En la parte inferior de la pintura, Mahoma, con el rostro velado, está sentado sobre una alfombra con dibujos geométricos, rodeado por los cuatro califas que lo sucedieron: Abu Bakr, Umar, Uthman y Ali. Junto a Mahoma en la alfombra están dos de sus nietos, Hasan ibn Ali y Husáin ibn Ali, el segundo y tercer imán del islam chiita, representados como niños pequeños. Fuera de este grupo, a la izquierda, están de pie dos de los compañeros de Mahoma, incluido Bilal ibn Rabah, que lleva a Zulfiqar, una espada de doble punta. Moisés, Jesús y Mahoma se muestran cada uno con un nimbo en llamas y el grupo centrado alrededor de Mahoma está encerrado en una nube dorada en llamas. Un chorro de plata atraviesa la pintura, separando el primer plano y el fondo.

## Historia
Basil William Robinson atribuyó la pintura a un artista al que llama «el pintor de Golestán» que contribuyó con pinturas en miniatura a un manuscrito de Kalīla wa-Dimna que se encuentra en la Biblioteca Imperial de Golestán en Teherán. Giti Norouzian encontró muchas diferencias estilísticas entre Musa va 'Uj y las miniaturas de Kalīla wa-Dimna y concluyó que eran obra de diferentes artistas con influencias comunes.
Según J. M. Rogers, la pintura fue creada a principios del siglo XV en Bagdad o Tabriz Investigaciones posteriores de Eleanor Sims, editora de la revista Islamic Art, ubican su creación entre 1460 y 1465 en Tabriz o Shiraz No se sabe de qué manuscrito formaba parte, aunque originalmente pudo haber sido la mitad derecha de un frontispicio del Qisas al-Anbiya'  (Historias de los Profetas) En una etapa, se extrajo de su manuscrito original, se montó en una tarjeta y se incluyó en un álbum. Fue documentado por primera vez a fines de la década de 1930 en A Survey of Persian Art from Prehistoric Times to the Present por Pope y Ackerman y fue adquirido décadas más tarde por la Colección Khalili de Arte Islámico (número de acceso MSS 620). Se ha incluido en exposiciones públicas de la Colección Khalili, incluso en Abu Dabi y Rusia. El coleccionista Sir David Khalili citó la pintura como un ejemplo de cómo el arte puede promover la unidad entre las religiones.

## Interpretación

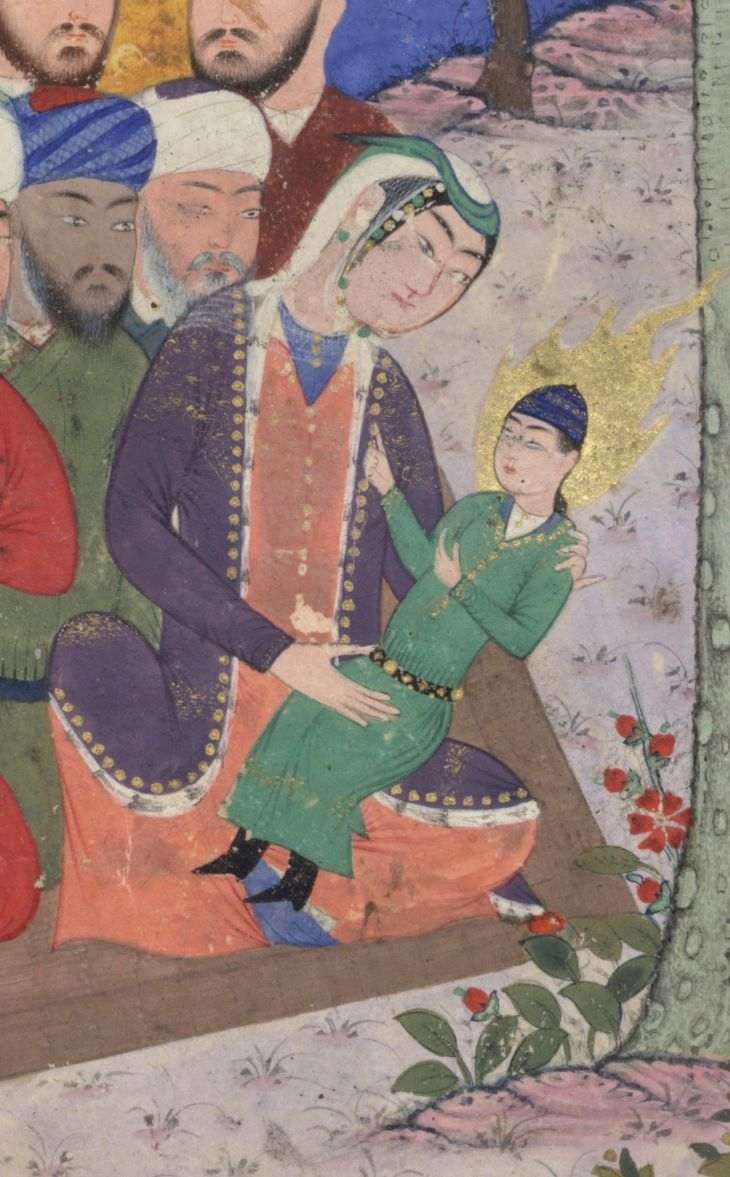
Detalle de la Virgen María y Jesús.

Otras dos pinturas del mismo período muestran a Mahoma sentado entre sus califas sucesores, sus nietos y Bilal en una configuración similar. A diferencia de estos, Musa va 'Uj no incluye ángeles en el grupo. Al combinar este grupo con figuras del cristianismo y el judaísmo, se piensa que es único.
Ernst Kühnel describió la pintura como «una especie de trilogía religiosa». Basil William Robinson lo describió como una alegoría de las tres religiones abrahámicas. Otras pinturas persas del período 1250 a 1500  le dieron a Mahoma rasgos físicos terrenales, a diferencia de Musa va 'Uj que lo muestra velado y con un nimbo de llama dorada. Esto sugiere que la intención del artista era enfatizar el estatus de Mahoma como profeta más que su realidad física. Eleanor Sims argumenta que las otras figuras sentadas con la Virgen María están destinadas a ser los Apóstoles. Su interpretación es que al presentar a los profetas cristianos y judíos en el fondo y a Mahoma con sus compañeros en primer plano rodeados de llamas doradas, se enfatiza el estatus de Mahoma como el «Sello de los Profetas»: el último de los profetas enviados por Dios.

## Lectura adicional
- Piotrovsky, M. B.; Rogers, J. M. (2004). Heaven on earth: art from Islamic lands: works from the State Hermitage Museum and the Khalili Collection. Munich: Prestel. p. 111. ISBN 9783791330556.